# Tegenwoordig deelwoord (Latijn)
Het tegenwoordig deelwoord staat in het Latijn bekend als participium praesentis activi (deelwoord van de actieve tegenwoordige tijd, hierna: "P.P.A.") of in het Nederlands als het actief participium praesens.
Het P.P.A. komt overeen met het Nederlandse onvoltooid deelwoord, zoals in: "Zwijgend kwam hij binnen."

## Vorming en verbuiging
In het Latijn wordt het P.P.A. gevormd door de stam van het werkwoord + ns (of: + ens). Het P.P.A. wordt verbogen: het congrueert met het zelfstandig naamwoord waarbij het een bepaling vormt. De nominativus enkelvoud is voor alle geslachten gelijk.
De verbuigingsuitgangen van het P.P.A. zijn gelijk aan die van zelfstandige naamwoorden van de derde verbuigingsgroep.
NB: De ablativus enkelvoud van een P.P.A. eindigt dus op -e, en niet op -i, zoals de bijvoeglijke naamwoorden van de derde verbuigingsgroep.
Het P.P.A. (voorbeeld: clamans, van clamare) wordt aldus als volgt verbogen:
|             | mannelijk   | vrouwelijk  | onzijdig    | vertaling                |
| enkelvoud   |             |             |             |                          |
| nominativus | clamans     | clamans     | clamans     | schreeuwend              |
| genitivus   | clamantis   | clamantis   | clamantis   | van de schreeuwende      |
| dativus     | clamanti    | clamanti    | clamanti    | aan de schreeuwende      |
| accusativus | clamantem   | clamantem   | clamans     | schreeuwend              |
| ablativus   | clamante    | clamante    | clamante    | met de schreeuwende      |
| meervoud    |             |             |             |                          |
| nominativus | clamantes   | clamantes   | clamantia   | schreeuwende(n)          |
| genitivus   | clamantium  | clamantium  | clamantium  | van (de) schreeuwende(n) |
| dativus     | clamantibus | clamantibus | clamantibus | aan (de) schreeuwende(n) |
| accusativus | clamantes   | clamantes   | clamantia   | schreeuwende(n)          |
| ablativus   | clamantibus | clamantibus | clamantibus | met (de) schreeuwende(n) |

## Gebruik
Het P.P.A. kan op verschillende manieren worden gebruikt.

### Attributief (bijvoeglijk) gebruik
- Servi clamantes non fugiunt.

Schreeuwende slaven (of: terwijl de slaven schreeuwen) vluchten niet.
- Puellae absentis laudes canunt.

Zij bezingen het afwezige meisje. (Lett: zij zingen de lof van het afwezige meisje)

### Predicatief gebruik

#### Alsnaamwoordelijk deel van het gezegde(predikaatsnomen)
- vir praesens est.

De man is aanwezig.

#### Gebruik in eenablativus absolutus
- Voce sonante in foro ambulabat.

Terwijl zijn stem schalde (met schallende stem) liep hij over de markt.
De ablativus absolutus wordt vertaald met een bijzin, die je inleidt met een voegwoord van tijd (nadat/terwijl), oorzaak/reden (omdat), toegeven (hoewel) of voorwaarde (als). Het participium wordt in deze bijzin de persoonsvorm en het naamwoord wordt het onderwerp in de bijzin. De ablativus absolutus mag niet vertaald worden met een betrekkelijke bijzin.
De ablativus absolutus zonder participium
Dit komt doordat er geen participium is van esse. Het participium wordt dan dus weggelaten, maar moet er wel een vertaald worden. Bij het vertalen wordt dus een persoonsvorm van zijn toegevoegd. Dit gebeurt alleen bij:
1. zelfstandig naamwoorden die een ambt of waardigheid aanduiden: princeps, consul, imperator, dux, rex, praetor, dictator.
2. bij enkele bijvoeglijke naamwoorden: vivus, invitus, absens

Dit wordt vertaald met: tijdens mijn keizerschap of toen ik keizer was.

### Zelfstandig gebruik
Naast bijvoeglijk, kan een P.P.A. ook zelfstandig gebruikt worden:
- Verba pugnantes movent.

De woorden ontroeren de vechtenden.
Het participium congrueert dan niet met een naamwoord.